# Typhlobarbus nudiventris
Typhlobarbus nudiventris är en fiskart som beskrevs av Chu och Chen 1982. Typhlobarbus nudiventris ingår i släktet Typhlobarbus och familjen karpfiskar. IUCN kategoriserar arten globalt som sårbar. Inga underarter finns listade i Catalogue of Life.